# Ripipteryx
Ripipteryx är ett släkte av insekter. Ripipteryx ingår i familjen Ripipterygidae.

## Bildgalleri

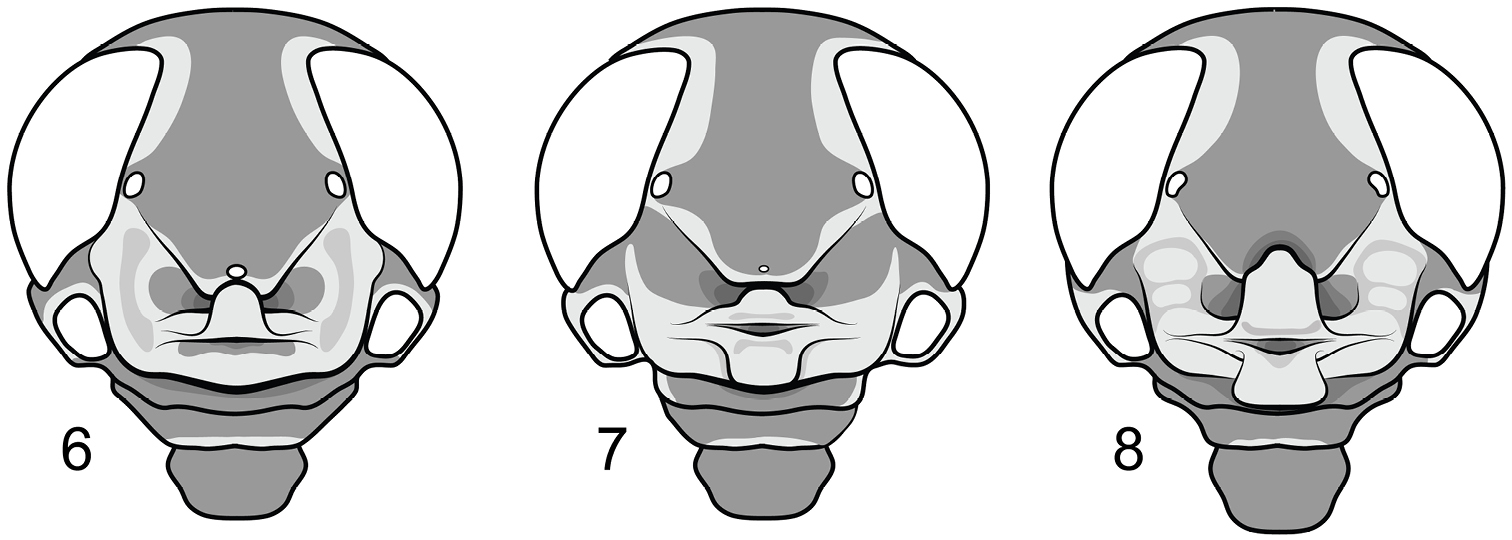
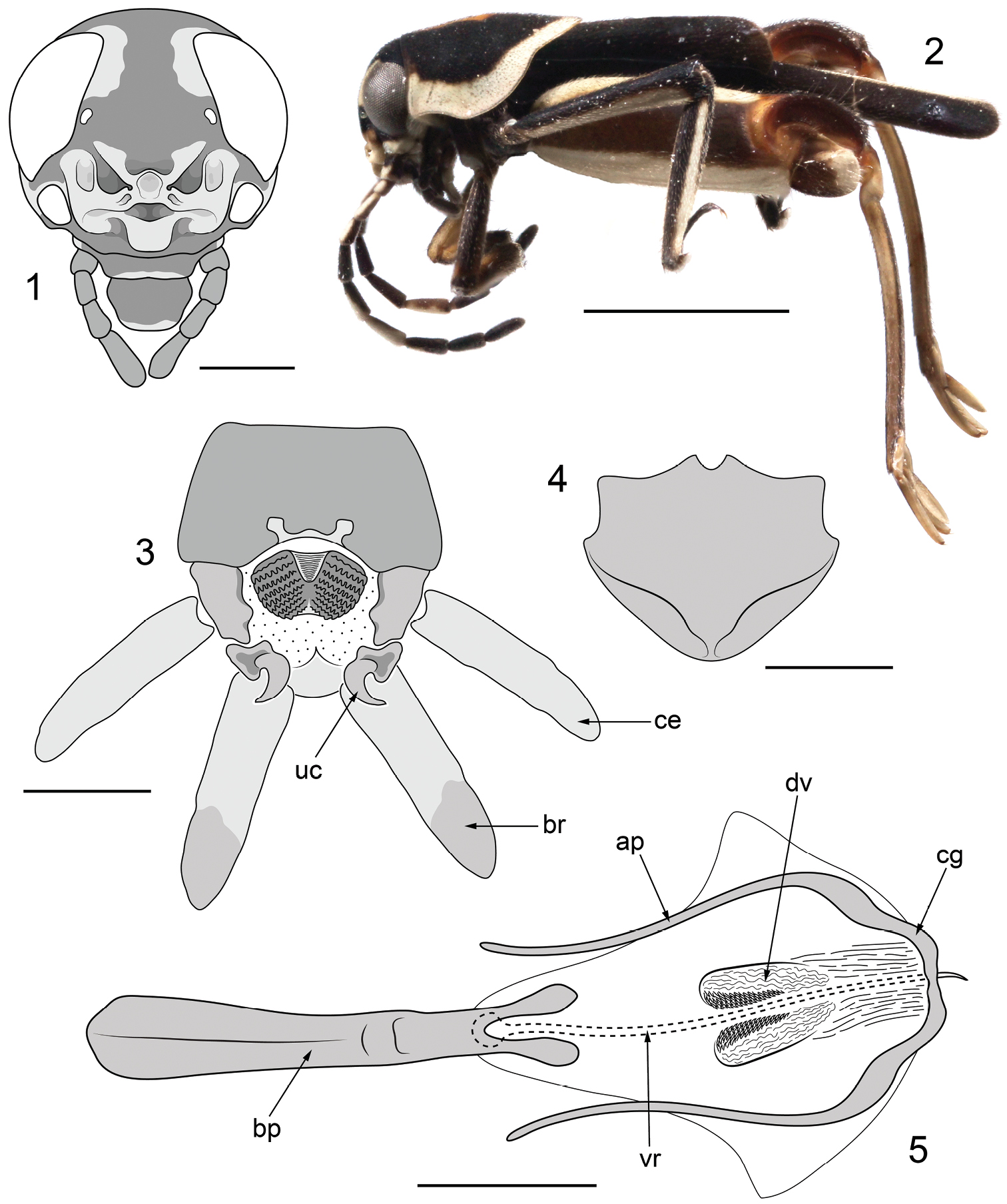
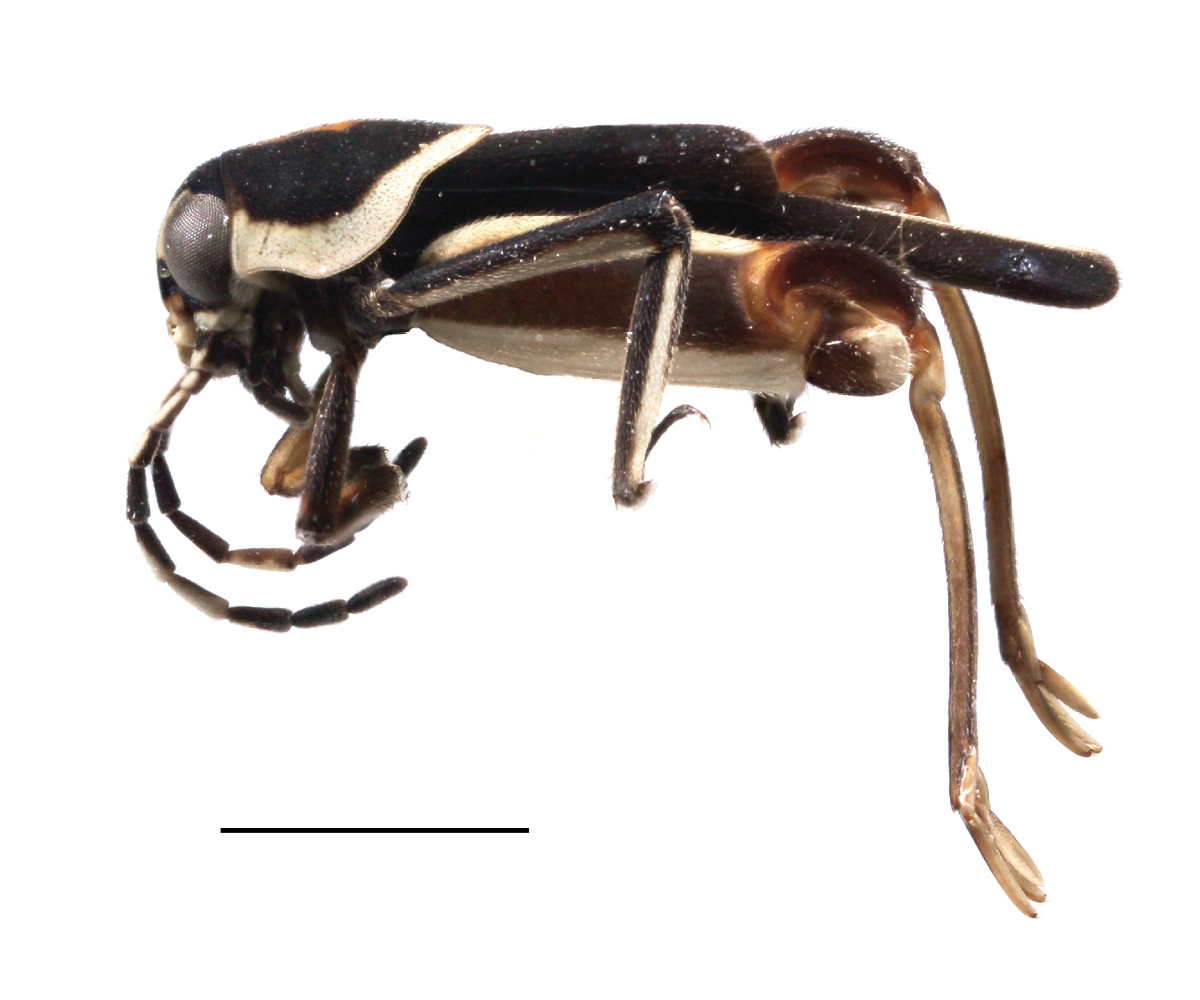

## Dottertaxa tillRipipteryx, i alfabetisk ordning[1]
- Ripipteryx amazonica
- Ripipteryx antennata
- Ripipteryx atra
- Ripipteryx biolleyi
- Ripipteryx boliviana
- Ripipteryx brasiliensis
- Ripipteryx bruneri
- Ripipteryx capotensis
- Ripipteryx carbonaria
- Ripipteryx crassicornis
- Ripipteryx cruciata
- Ripipteryx cyanipennis
- Ripipteryx difformipes
- Ripipteryx ecuadoriensis
- Ripipteryx femorata
- Ripipteryx forceps
- Ripipteryx furcata
- Ripipteryx hydrodroma
- Ripipteryx insignis
- Ripipteryx laticornis
- Ripipteryx lawrencei
- Ripipteryx limbata
- Ripipteryx luteicornis
- Ripipteryx marginata
- Ripipteryx marginipennis
- Ripipteryx mediolineata
- Ripipteryx mexicana
- Ripipteryx nigra
- Ripipteryx nodicornis
- Ripipteryx notata
- Ripipteryx ornata
- Ripipteryx paraprocessata
- Ripipteryx processata
- Ripipteryx rivularia
- Ripipteryx saltator
- Ripipteryx saopauliensis
- Ripipteryx saussurei
- Ripipteryx scrofulosa
- Ripipteryx sturmi
- Ripipteryx tricolor
- Ripipteryx trilobata
- Ripipteryx trimaculata
- Ripipteryx vicina